# National Wrestling Association World Heavyweight Championship
Il National Wrestling Association World Heavyweight Wrestling Championship è stato un titolo di wrestling promosso dalla National Wrestling Association, una branca della National Boxing Association (NBA).
Il titolo è stato attivo dal 1929 al 1949, anno della sua unificazione nel NWA World Heavyweight Championship, di proprietà della National Wrestling Alliance.

## Albo d'oro
| #  | Campione         | Regno | Data              | Giorni | Località                        | Note | Rif.  |
| -- | ---------------- | ----- | ----------------- | ------ | ------------------------------- | --- | ----- |
| 1  | Dick Shikat      | 1     | 23 agosto 1929    | 287    | Philadelphia, Pennsylvania      | Shikat sconfisse Jim Londos, venendo riconosciuto dalle commissioni atletiche di New York e della Pennsylvania e dalla National Boxing Association; le tre federazioni avevano smesso di riconoscere Gus Sonnenberg come detentore del World Heavyweight Wrestling Championship per il suo rifiuto a difenderlo in incontri legittimi, come i campioni erano tenuti a fare a quel tempo. La National Wrestling Alliance riconosce il regno come mondiale, prima dell'introduzione del NWA World Heavyweight Championship. |       |
| 2  | Jim Londos       | 1     | 6 giugno 1930     | 1.847  | Philadelphia, Pennsylvania      | Londos sconfisse Shikat e il cambio di titolo fu inizialmente riconosciuto dalla National Boxing Association. Nel settembre 1930 la NBA acconsente alla nascita della National Wrestling Association senza però riconoscere alcun campione mondiale, nonostante la sua decisione riguardo Londos. Il 30 settembre 1931 Londos viene riconosciuto come primo campione ufficiale dalla National Wrestling Association. Londos vinse anche il NYSAC World Title, sconfiggendo Jim Browking il 25 giugno 1934, e unificò i due titoli, venendo riconosciuto come campione mondiale indiscusso. La National Wrestling Alliance riconosce il regno come mondiale, prima dell'introduzione del NWA World Heavyweight Championship. |       |
| 3  | Danno O'Mahoney  | 1     | 27 giugno 1935    | 431    | Boston, Massachusetts           | O'Mahoney sconfiesse anche Ed Don George il 30 luglio 1935, vincendo il Boston AWA World Title e diventando il campione mondiale indiscusso. |       |
| -  | Vacante          | --    | --                | --     | --                              | La National Wrestling Association e la National Boxing Association dichiarano il titolo vacante nel settembre 1936. |       |
| 4  | Dean Detton      | 1     | 8 ottobre 1936    | 339    | Saint Louis, Missouri           | Detton aveva precedentemente sconfitto Dave Levin, pretendente al titolo, il 28 settembre 1936. La National Wrestling Association lo riconosce come campione, salvo ritirare successivamente il riconoscimento. |       |
| 5  | John Pesek       | 1     | 12 settembre 1937 | 338    | White Suplhur Springs, Virginia | La National Wrestling Association e la National Boxing Association assegnarono il titolo a Pesek. |       |
| -  | Vacante          | --    | --                | --     | --                              | NWA/NBA privarono Pesek del titolo in seguito ad alcune mancate difese. |       |
| 6  | Everett Marshall | 1     | 14 settembre 1938 | 101    | Montréal, Québec                | La National Wrestling Association e la National Boxing Association assegnarono il titolo a Marshall. La National Wrestling Alliance riconosce il regno come mondiale, prima dell'introduzione del NWA World Heavyweight Championship. |       |
| 7  | Lou Thesz        | 1     | 23 febbraio 1939  | 120    | Saint Louis, Missouri           | La National Wrestling Alliance riconosce il regno come mondiale, prima dell'introduzione del NWA World Heavyweight Championship. |       |
| 8  | Bronko Nagurski  | 1     | 23 giugno 1939    | 258    | Houston, Texas                  | La National Wrestling Alliance riconosce il regno come mondiale, prima dell'introduzione del NWA World Heavyweight Championship. |       |
| 9  | Ray Steele       | 1     | 7 marzo 1940      | 369    | Saint Louis, Missouri           | La National Wrestling Alliance riconosce il regno come mondiale, prima dell'introduzione del NWA World Heavyweight Championship. | [ 2 ] |
| 10 | Bronko Nagurski  | 2     | 11 marzo 1941     | 86     | Houston, Texas                  | La National Wrestling Alliance riconosce il regno come mondiale, prima dell'introduzione del NWA World Heavyweight Championship. |       |
| 11 | Sándor Szabó     | 1     | 5 giugno 1941     | 259    | Saint Louis, Missouri           | La National Wrestling Alliance riconosce il regno come mondiale, prima dell'introduzione del NWA World Heavyweight Championship. |       |
| 12 | Bill Longson     | 1     | 19 febbraio 1942  | 230    | Saint Louis, Missouri           | La National Wrestling Alliance riconosce il regno come mondiale, prima dell'introduzione del NWA World Heavyweight Championship. |       |
| 13 | Yvon Robert      | 1     | 7 ottobre 1942    | 20     | Montréal, Québec                | La National Wrestling Alliance riconosce il regno come mondiale, prima dell'introduzione del NWA World Heavyweight Championship. |       |
| 14 | Bobby Managoff   | 1     | 27 novembre 1942  | 115    | Houston, Texas                  | La National Wrestling Alliance riconosce il regno come mondiale, prima dell'introduzione del NWA World Heavyweight Championship. |       |
| 15 | Bill Longson     | 2     | 19 febbraio 1943  | 1.463  | Saint Louis, Missouri           | La National Wrestling Alliance riconosce il regno come mondiale, prima dell'introduzione del NWA World Heavyweight Championship. | [ 3 ] |
| 16 | Billy Watson     | 1     | 21 febbraio 1947  | 63     | Saint Louis, Missouri           | |       |
| 17 | Lou Thesz        | 2     | 25 aprile 1947    | 210    | Saint Louis, Missouri           | |       |
| 18 | Bill Longson     | 3     | 21 novembre 1947  | 232    | Houston, Texas                  | |       |
| 19 | Lou Thesz        | 3     | 20 luglio 1948    | 505    | Indianapolis, Indiana           | La National Wrestling Alliance riconosce il regno come mondiale, prima dell'introduzione del NWA World Heavyweight Championship. |       |
| -  | Disattivato      | --    | 27 novembre 1949  | --     | --                              | Il titolo viene unificato all'interno del NWA World Heavyweight Championship. |       |